# Ordinance Factory Muradnagar
Ordinance Factory Muradnagar è una suddivisione dell'India, classificata come census town, di 10.754 abitanti, situata nel distretto di Ghaziabad, nello stato federato dell'Uttar Pradesh.